# Frans-Belgische Paaseilandexpeditie

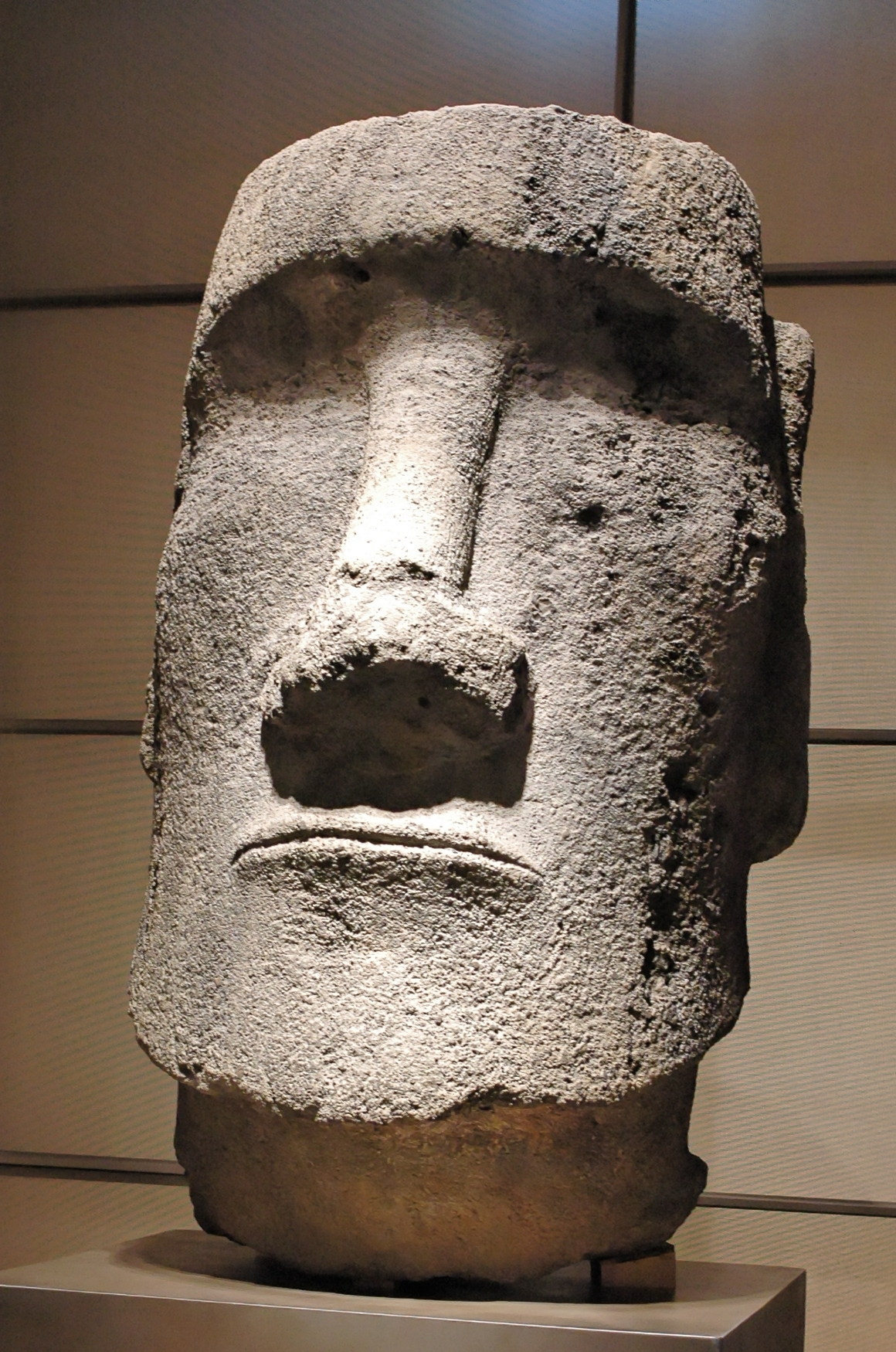
Moai van het Musée de l'Homme in Parijs

De Frans-Belgische Paaseilandexpeditie was een wetenschappelijke expeditie van 29 juli 1934 tot 3 januari 1935 op het Paaseiland. De resultaten waren van belang voor de geschiedenis van het eiland. Met de Mercator, die zijn eerste wereldomvaart maakte, keerde de expeditie terug naar Europa. Tot de verworven artefacten behoorden twee moais, waaronder de bekende Pou Hakanononga.

## Geschiedenis
Het initiatief werd genomen door het Franse Institut d'Ethnologie de l'Universite de Paris en het Musée d'Ethnographie du Trocadéro (behorend tot het Muséum national d'histoire naturelle). Aanleiding voor de expeditie was de theorie van Guillaume de Hevesy (1858-1947) dat er een verband bestond tussen de rongorongo-tekens op tabletten van het Paaseiland en het schrift van de Indusbeschaving. Als aanhanger van het diffusionisme was de Franse conservator Paul Rivet enthousiast over het idee en zette hij een expeditie op touw om het ter plaatse te gaan onderzoeken. Ook zijn Belgische collega Henri Lavachery toonde zich overtuigd. Hij zorgde ervoor dat België deelnam aan de expeditie en de helft van de kosten droeg, maar het Nationaal Fonds voor Wetenschappelijk Onderzoek werkte tegen en ging pas overstag na een tussenkomst van de bankier Adolphe Stoclet bij minister van Onderwijs Maurice Lippens.   
Hoofd van de expeditie was de Franse archeoloog Charles Watelin. Drie wetenschappers vergezelden hem: de Zwitserse etnoloog Alfred Métraux, de Belgische oudheidkundige Henri Lavachery en de Chileense arts Israël Drapkin. Door de perikelen aan Belgische kant kon Lavachery niet met de anderen inschepen. Op 2 maart 1934 vertrok uit de Bretoense haven Lorient het marineschip Rigault de Genouilly met Watelin en Métraux aan boord. Via de Afrikaanse Westkust voeren ze naar Zuid-Amerika, waar Watelin overleed aan een longontsteking opgedaan in Patagonië. Ondertussen was Lavachery op 2 juni uit Antwerpen vertrokken. Hij kwam op 2 juli aan in de Pacifische havenstad Callao en ging op 17 juli met Drapkin aan boord van de Rigault de Genouilly. Twaalf dagen later gooiden ze het anker uit voor het Paaseiland. 
Na de dood van Watelin voelde Lavachery zich niet competent om alleen opgravingen uit te voeren. Métraux tekende orale tradities op in het Rapa Nui en zorgde zo voor uitzonderlijk etnografisch en linguïstisch bronnenmateriaal, afkomstig van de generatie na deze die de eerste missionarissen had zien toekomen in de jaren 1860. Lavachery bestudeerde de petrogliefen, waaronder de beroemde rotstekening van de vogelman. Hij schreef daarover een standaardwerk, waarin hij Métraux volgde in de conclusie dat de cultuur van Paaseiland geheel Polynesisch was en niets te maken had met het schrift van de Indusvallei. Later zou hij daar min of meer op terugkomen in een voorwoord voor een boek van Thor Heyerdahl. Drapkin hield zich bezig met de melaatsenkolonie op het eiland.
Op 12 december arriveerde het Belgische opleidingsschip Mercator onder bevel van Remi Van de Sande op Paaseiland om de expeditie op te pikken. De Belgen en de Fransen hadden bekomen dat ze elk een moai mochten meenemen. Het duurde drie dagen om deze lasten aan boord te brengen. Het anker werd gelicht op 3 januari 1935 en de terugtocht verliep via Pitcairn, Tahiti, Honoloeloe, Panama en Colón. Lavachery en Métraux stapten over op een transatlantische pakboot en waren op 14 april al terug. Op 13 mei liep de Mercator feestelijk binnen in Antwerpen, na een reis van 44.233 km, waarvan bijna de helft onder zeil. Later die dag was er opnieuw een plechtige ontvangst in Brussel. 
De meegebrachte artefacten werden verdeeld tussen Frankrijk en België, en zijn deel van de collecties van het Musée de l'Homme in Parijs en het Museum Kunst & Geschiedenis in Brussel. Blikvangers waren de twee moais: voor Frankrijk een hoofd dat op het strand van Anakena lag en voor België de Pou Hakanononga.
De resultaten van de expeditie waren dermate belangwekkend dat het Musée d'ethnographie du Trocadéro besloot er een tentoonstelling aan te wijden. Deze expo over Paaseiland opende 21 juni 1935. 
Er bestaan foto's en beelden van de expeditie, gemaakt door de Nederlander John Fernhout. Ze zijn door Henri Storck gemonteerd tot de reportagefilm L'Ile de Pâque (1935). Albert De Bock, opvarende van de Mercator, liet een reisdagboek na van de tocht.

## Voetnoten
1. ↑  Jona Lendering, Pou Hakanononga, Mainzer Beobachter, 29 juni 2024
2. ↑  Hij publiceerde dit in het Engels als Ethnologie of Easter Island (1940).
3. ↑  Marie-Charlotte Laroche, "Alfred Métraux à l'Île de Pâques, de juillet 1934 à janvier 1935" in: Journal de la Société des océanistes, 1990, nr. 2, p. 178. DOI:10.3406/jso.1990.2886
4. ↑  Les pétroglyphes de l'île de Pâques, Antwerpen, De Sikkel, 2 dln., 1939
5. ↑  Hoe een uniek Polynesisch beeld in Brussel terechtkwam, Eos Wetenschap, 24 oktober 2024
6. ↑  "Foreword" in The Art of Easter Island, 1975, p. 11 e.v.
7. ↑  Hugo Merckx, "Het schoolschip Mercator op zoek naar de geheimen van Paaseiland", Gazet van Antwerpen, 10 maart 1984 (overdruk Het Visserijblad, 15 oktober 1984, 6-8)
8. ↑  Nicolas Cauwe, Un moai sur le Mercator, Koregos, 15 januari 2012
9. ↑  L'Ile de Pâque, Fonds Henri Storck (bezocht 3 november 2024)
10. ↑  Albert De Bock, Met de Mercator naar de Stille Zuidzee, Antwerpen, De Sikkel, 1944, 254 p. (heruitgave 1984)